# Pat Quinn (politico)
Patrick Joseph Quinn, detto Pat (Hinsdale, 16 dicembre 1948), è un politico statunitense, governatore dell'Illinois dal 2009 al 2015.
È stato governatore dell'Illinois, in carica dal 2009 al 2015. Esponente del Partito Democratico, è stato inoltre vice-governatore dell'Illinois dal gennaio 2003 al gennaio 2009 con Rod Blagojevich alla guida dello Stato, nonché Tesoriere dell'Illinois dal gennaio 1991 al gennaio 1995.